# Вайтголл (Вісконсин)
Вайтголл (англ. Whitehall) — місто (англ. city) в США, в окрузі Тремполо штату Вісконсин. Населення — 1645 осіб (2020).

## Географія
Вайтголл розташований за координатами 44°21′55″ пн. ш. 91°19′40″ зх. д. / 44.36528° пн. ш. 91.32778° зх. д. (44.365393, -91.327757).  За даними Бюро перепису населення США в 2010 році місто мало площу 7,25 км², уся площа — суходіл. В 2017 році площа становила 14,89 км², уся площа — суходіл.

## Демографія
Згідно з переписом 2010 року, у місті мешкало 1558 осіб у 665 домогосподарствах у складі 382 родин. Густота населення становила 215 осіб/км².  Було 741 помешкання (102/км²).
Расовий склад населення:
| - 96,9 % — білих - 0,4 % — чорних або афроамериканців - 0,4 % — азіатів - 0,1 % — корінних американців - 1,5 % — осіб інших рас |

До двох чи більше рас належало 0,6 %. Частка іспаномовних становила 4,2 % від усіх жителів.
За віковим діапазоном населення розподілялося таким чином: 23,2 % — особи молодші 18 років, 57,1 % — особи у віці 18—64 років, 19,7 % — особи у віці 65 років та старші. Медіана віку мешканця становила 42,0 року. На 100 осіб жіночої статі у місті припадало 95,2 чоловіків;  на 100 жінок у віці від 18 років та старших — 92,9 чоловіків також старших 18 років.
Середній дохід на одне домашнє господарство  становив 54 719 доларів США (медіана — 45 417), а середній дохід на одну сім'ю — 66 228 доларів (медіана — 57 500). Медіана доходів становила 40 430 доларів для чоловіків та 33 229 доларів для жінок. За межею бідності перебувало 10,0 % осіб, у тому числі 9,5 % дітей у віці до 18 років та 14,7 % осіб у віці 65 років та старших.
Цивільне працевлаштоване населення становило 818 осіб. Основні галузі зайнятості: виробництво — 32,8 %, освіта, охорона здоров'я та соціальна допомога — 28,7 %, роздрібна торгівля — 8,8 %, мистецтво, розваги та відпочинок — 7,1 %.